# آستون مارتین دی‌بی۹
استون مارتین دی‌بی۹ (به انگلیسی: Aston Martin DB9) یک گرند تورر است که توسط استون مارتین تولید شده‌است. در هر دو مدل کوپه و کانورتیبل موجود است که دومی با نام وولانته شناخته می‌شود، دی‌بی۹ جانشین دی‌بی۷ بود. این خودرو نخستین بار در سال ۲۰۰۳ در نمایشگاه خودرو فرانکفورت به نمایش درآمد و نخستین مدلی بود که در تأسیسات گیدون استون مارتین ساخته شد.
دی‌بی۹ که در اصل توسط یان کالوم و هنریک فیسکر طراحی شده بود، دارای ساختار آلومینیومی است. شاسی سکوی VH توسعه یافته توسط فورد است درحالی‌که موتور ۵٫۹ لیتری وی۱۲ از ونکویش است. فیس‌لیفت مدل ۲۰۱۳ شاهد پیشرفت‌های زیادی در طراحی، موتور و تجربه کلی رانندگی بود.
استون مارتین ریسینگ دی‌بی۹ را برای مسابقات اتومبیلرانی اسپورت اقتباس کرد و دی‌بی‌آر۹ را برای گروه جی‌تی۱ و دی‌بی‌آراس۹ را برای گروه جی‌تی۳ تولید کرد. این دو خودرو مدل‌های اصلاح‌شده دی‌بی۹ هستند که برای موتوراسپورت اقتباس شده‌اند. ویژگی‌های داخلی حذف شده و پانل‌های آلومینیومی بدنه با پنل‌های فیبر کربن جایگزین شده‌اند. علاوه بر این، موتور در هر دو خودرو بهینه‌سازی شده‌است تا اسب بخار و گشتاور بیشتری تولید کند.
تولید دی‌بی۹ پس از ۱۲ سال در سال ۲۰۱۶ به پایان رسید و با دی‌بی۱۱ جایگزین شد که از یک سکو و موتور کاملاً جدید استفاده می‌کند.